# Llewyn Davis világa
A Llewyn Davis világa (eredeti cím: Inside Llewyn Davis) 2013-as dráma-filmvígjáték (dramedy), melynek rendezője, forgatókönyvírója, producere és vágója Joel és Ethan Coen. A főbb szerepekben Oscar Isaac, Carey Mulligan, John Goodman, Garrett Hedlund, F. Murray Abraham, Justin Timberlake és Adam Driver látható.
Davis karaktere kitalált, a történetet részben Dave Van Ronk népdalénekes önéletrajza ihlette. A filmben elhangzó népdalok többségét teljes egészében énekelték és élőben felvették. T-Bone Burnett volt a zenei producer. A forgatásra 2012 elején került sor, elsősorban New Yorkban. A francia, brit és amerikai cégek nemzetközi koprodukciójában készült filmet a StudioCanal finanszírozta, mielőtt amerikai forgalmazót kapott volna.
2013. május 19-én mutatták be a 2013-as cannes-i fesztiválon, ahol nagydíjat nyert. A filmet Franciaországban 2013. november 6-án, az Egyesült Királyságban pedig 2014. január 24-én mutatta be a StudioCanal a mozikban. A filmet a CBS Films 2013. december 6-án mutatta be korlátozott ideig az Egyesült Államokban, majd 2014. január 10-én a nagyközönség számára is bemutatták. A filmet a kritikusok elismeréssel fogadták, és két Oscar-díjra (Legjobb operatőr és Legjobb hangkeverés), valamint három Golden Globe-díjra jelölték: Legjobb film - vígjáték vagy musical, Legjobb színész - filmmusical vagy vígjáték (Isaac) és Legjobb eredeti dal.
A film a Rolling Stone magazin "A 2010-es évek 50 legjobb filmje" listáján a 14. helyre került.

## Szereplők

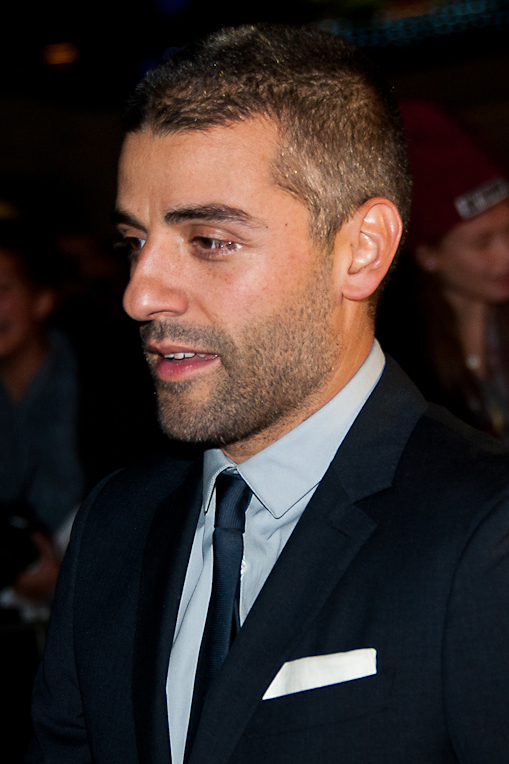
Isaac alakítása kritikai elismerést kapott

| Színész           | Szerep               | Magyar hang       |
| ----------------- | -------------------- | ----------------- |
| Oscar Isaac       | Llewyn Davis         | Szabó Máté        |
| Carey Mulligan    | Jean Berkey          | Sipos Eszter Anna |
| John Goodman      | Roland Turner        | Csurka László     |
| Garrett Hedlund   | Johnny Five          | Bartucz Attila    |
| Justin Timberlake | Jim Berkey           | Szatory Dávid     |
| Adam Driver       | Al Cody              | Zámbori Soma      |
| F. Murray Abraham | Bud Grossman         | Barbinek Péter    |
| Stark Sands       | Troy Nelson          | Timon Barna       |
| Ethan Phillips    | Mitch Gorfein        | Kassai Károly     |
| Robin Bartlett    | Lillian Gorfein      | Kovács Nóra       |
| Jerry Grayson     | Mel Novikoff         | Pálfai Péter      |
| Alex Karpovsky    | Marty Green          | Seder Gábor       |
| Max Casella       | Pappi Corsicato      | Karácsonyi Zoltán |
| Frank L. Ridley   | alkalmazott          | Kapácsy Miklós    |
| Jeanine Serralles | Joy                  |                   |
| Ben Pike          | Bob Dylan            |                   |
| Bradley Mott      | Joe Flom             |                   |
| Marcus Mumford    | Mike Timlin (hangja) |                   |

## Megjelenés
A Llewyn Davis világa világpremierje május 19-én volt a 2013-as cannes-i fesztiválon. Ezután más filmfesztiválokon is bemutatták, többek között a New York-i Filmfesztiválon szeptemberben, az AFI Filmfesztiválon, a november 14-i zárónapon, és a Torinói Filmfesztiválon (szintén novemberben).
A filmet az Egyesült Államokban 2013. december 6-án kezdték el vetíteni Los Angelesben és New Yorkban. További 133 moziban december 20-án, széles körben pedig 2014. január 10-én mutatták be.
2016. január 19-én a The Criterion Collection kiadta a film DVD és Blu-ray változatát, új audiokommentárral, interjúkkal és egyéb különlegességekkel, köztük a "Inside Llewyn Davis" című 43 perces dokumentumfilmmel.